# Дастмалчян, Дэвид
Дэвид Дастмалчян (англ. David Dastmalchian, род. 21 июля 1975, Филадельфия, Пенсильвания, США) — американский актёр кино и телевидения. В начале карьеры получил признание как театральный исполнитель в постановках «Стеклянный зверинец» и «Похороненное дитя». Помимо этого, известен широкой публике благодаря роли Курта в фильме «Человек-муравей» (2015) и его продолжении «Человек-муравей и Оса» (2018), а также Мёрдока в сериале «Новый агент Макгайвер» и Абры Кадабры в сериале «Флэш». Часто сотрудничает с режиссёром Дени Вильнёвом, снялся в трёх его фильмах.

## Ранняя жизнь
Дастмалчян родился в Пенсильвании и вырос в Оверленд-Парке, штат Канзас, где учился в средней школе Shawnee Mission South. После этого поступил в театральную школу при Университете Деполя. Имеет иранские, итальянские, ирландские и английские корни. До начала актёрской карьеры на протяжении пяти лет страдал от героиновой зависимости, прежде чем прошёл курс реабилитации. Этот период его жизни лёг в основу фильма «Животные».

## Карьера
Дебют Дастмалчяна в полнометражном кино состоялся в ленте Кристофера Нолана «Тёмный рыцарь» (2008), где он сыграл сумасшедшего приспешника Джокера по имени Томас Шифф. Высокие оценки кинокритиков получил персонаж Боб Тейлор, сыгранный Дастмалчяном в фильме «Пленницы» (2013) Дени Вильнёва. Так, Ричард Корлисс из журнала Time назвал игру актёра «превосходной — [его герой получился] болтливым, скромным с некоторой тонкой предательской психопатией», а Пол Макиннес из The Guardian сравнил его появление в качестве подозреваемого с вводом в сюжет персонажа Кевина Спейси в фильме «Семь». Впоследствии Дастмалчян снялся ещё в двух картинах Вильнёва — «Бегущем по лезвию 2049» и «Дюне».
В марте 2014 года Дастмалчян был удостоен специального приза жюри «За мужество в рассказывании историй» на кинофестивале South by Southwest. Он самостоятельно написал сценарий и снялся в полнометражном фильме «Животные» режиссёра Колина Шиффли. Эшли Морено из The Austin Chronicle приписывает сценарию Дастмалчяна «подлинность, которой часто не хватает в фильмах о злоупотреблении наркотиками». В свою очередь Брайан Таллерико из Film Threat аналогичным образом хвалит прорывную самоотдачу актёра, отмечая его способность «запечатлеть то чувство отвращения к себе, которое сквозит в языке тела наркомана, при этом не переигрывая» .
Помимо этого Дастмалчян исполнил ключевые роли в психологическом триллере «Работодатель», грайндхаусе «Суши-гёрл», исторической драме «Спасение Линкольна», а также двух фильмах Marvel Studios — «Человек-муравей» и его продолжении «Человек-муравей и Оса». В 2021 году на экраны вышел кино-комикс компании DC «Отряд самоубийц: Миссия навылет», в котором Дастмалчян отметился в роли Человека-в-горошек, написанной специально под него.
В качестве телевизионного актёра Дастмалчян участвовал в таких проектах, как «Почти человек» (эпизод «Саймон говорит»), «C.S.I.: Место преступления» (где сыграл шахматного эксперта) и «Злоумышленники». Помимо этого он появлялся в телесериалах «Рэй Донован» и «Скорая помощь».

## Личная жизнь
С 2014 года Дэвид женат на художнице Эвелин Ли. У них двое детей. Семья проживает в Лос-Анджелесе.

## Фильмография

### Фильмы
| Год  | Название                            | Роль                            | Примечания                                                    |
| ---- | ----------------------------------- | ------------------------------- | ------------------------------------------------------------- |
| 2008 | Тёмный рыцарь                       | Томас Шифф                      |                                                               |
| 2009 | Всадники                            | Терренс                         |                                                               |
| 2012 | Say When                            | Дэмон                           |                                                               |
| 2012 | Cass                                | Джошуа Уайтмор                  |                                                               |
| 2012 | Virgin Alexander                    | Хэнк                            |                                                               |
| 2012 | Sushi Girl                          | Нельсон                         |                                                               |
| 2012 | Singled Out                         | Люк                             |                                                               |
| 2013 | Saving Lincoln                      | Майор Экерт                     |                                                               |
| 2013 | The Employer                        | Джейм Харрис                    |                                                               |
| 2013 | Пленницы                            | Боб Тейлор                      |                                                               |
| 2014 | Animals                             | Джуд                            | Автор сценария SXSW Film Festival — Special Jury Prize Winner |
| 2014 | Angry Video Game Nerd: The Movie    | Сержант L. J. Ng                | Камео                                                         |
| 2015 | Chronic                             | Бернард                         |                                                               |
| 2015 | Человек-муравей                     | Курт                            |                                                               |
| 2017 | Эксперимент «Офис»                  | Лонни Крэйн                     |                                                               |
| 2017 | Бегущий по лезвию 2049              | Коко                            |                                                               |
| 2018 | Человек-муравей и Оса               | Курт                            |                                                               |
| 2018 | Птичий короб                        | Мародёр                         |                                                               |
| 2018 | Миллион мелких осколков             | Рой                             |                                                               |
| 2018 | The Domestics                       | Вилли Каннингем                 |                                                               |
| 2018 | Relaxer                             | Кэм                             |                                                               |
| 2018 | All Creatures Here Below            | Генсен                          | Также автор сценария                                          |
| 2019 | Teacher                             | Джеймс Льюис                    |                                                               |
| 2019 | Джей в Голливуде                    | Свидетель                       |                                                               |
| 2019 | Джей и Молчаливый Боб: Перезагрузка | Офицер спецназа                 |                                                               |
| 2021 | Отряд самоубийц: Миссия навылет     | Абнер Крилл / Человек-в-горошек |                                                               |
| 2021 | Дюна                                | Питер Де Врис                   |                                                               |
| 2022 | Странный Эл                         | Джон Дикон                      |                                                               |
| 2023 | Человек-муравей и Оса: Квантомания  | Веб                             |                                                               |
| 2023 | Бугимен                             | Лестер Биллингс                 |                                                               |
| 2023 | Оппенгеймер                         | Уильям Л. Борден                |                                                               |
| 2023 | Последнее путешествие «Деметра»     | Войчек                          |                                                               |
| 2023 | Бостонский душитель                 | Альберт Де Сальво               |                                                               |
| 2023 | Полночь с дьяволом                  | Джек Делрой                     |                                                               |

### Телевидение
| Год       | Название                   | Роль               | Примечания                                                                  |
| --------- | -------------------------- | ------------------ | --------------------------------------------------------------------------- |
| 2008      | Скорая помощь              | Юноша              | Эпизод: «Heal Thyself»                                                      |
| 2012      | The League                 | Работник морга     | Эпизод: «Judge MacArthur»                                                   |
| 2013      | Рэй Донован                | Учитель            | Эпизод: «Black Cadillac»                                                    |
| 2014      | C.S.I.: Место преступления | Ли Кросби          | Эпизод: «Killer Moves»                                                      |
| 2014      | Почти человек              | Саймон             | Эпизод: «Simon Says»                                                        |
| 2014      | Intruders                  | Оз Тёрнер          | Эпизод: «She Was Provisional»                                               |
| 2015      | C.S.I.: Киберпространство  | Логан Ривз         | Эпизод: «Family Secrets»                                                    |
| 2016      | 12 обезьян                 | Кайл Слейд         | Эпизоды: «Bodies of Water» и «Immortal»                                     |
| 2016-2021 | Новый агент Макгайвер      | Мёрдок             | 9 эпизодов                                                                  |
| 2017      | Готэм                      | Дуайт Поллард      | Эпизоды: «Призраки» и «Улыбайся от всей души»                               |
| 2017—2021 | Флэш                       | Абра Кадабра       | Эпизоды: «Abra Kadabra» и «Central City Strong»                             |
| 2017      | Твин Пикс                  | Уоррик             | Эпизоды: «The Return, Part 4», «The Return, Part 5» и «The Return, Part 10» |
| 2017      | Svengoolie                 | Камео              | Гость в студии, 2 появления                                                 |
| 2019      | Расправа                   | Джонсон            | 9 эпизодов                                                                  |
| 2021      | Что, если…?                | Курт (озвучка)     | Эпизод: «What If… Zombies?!»                                                |
| 2024      | Новичок                    | Рей                | Эпизод: «The Vow»                                                           |
| 2025      | One Piece. Большой Куш     | Галдино (Мистер 3) | Второй сезон                                                                |
| 2025      | Киллербот                  | Гуратин            | 10 эпизодов                                                                 |

### Музыкальные клипы
| Год  | Название                 | Роль  | Исполнитель |
| ---- | ------------------------ | ----- | ----------- |
| 2012 | «Constant Conversations» | Камео | Passion Pit |
| 2018 | «Catch It»               | Камео | Iceage      |
| 2018 | «Dark Speed»             |       | Failure     |
| 2020 | «Sword and Shield»       |       | Кен Эндрюс  |